# Victor Houston
Victor Houston, född 24 februari 1974, är en friidrottare från Barbados. Han deltog vid olympiska sommarspelen 1996 och olympiska sommarspelen 2000.